# Obléhání Plevna
Obléhání Plevna byla významná vojenská akce během rusko-turecké války. Spojená ruská a rumunská vojska oblehla město Plevno, které bránila osmanská armáda. Obléhání trvalo od 20. července do 10. prosince 1877. Zdrželo hlavní ruský postup na jih a způsobilo ruské i rumunské armádě těžké ztráty. Plevno ale nakonec kapitulovalo. Přibližně 45 000 osmanských vojáků padlo do zajetí.

## Okolnosti
Po vypuknutí rusko-turecké války v dubnu 1877 vstoupila v květnu ruská vojska do Rumunska, které dalo k jeho tajné žádosti o průchod souhlas již začátkem dubna a 22. květnagreg. vyhlásilo nezávislost na Osmanské říši. Po dosažení Dunaje ho nejdříve překročil v Dobrudži rusčucký odřad ruské armády a potom 27. červnagreg. u Svištova západní odřad. Vzhledem k tomu, že turecké velení zde nedisponovalo dostatečnými silami, nařídilo veliteli albánského armádního sboru Osmanu pašovi, aby se přesunul z Vidinu, kde měl ponechat k obraně dostatečné síly, ve směru Loveč-Tarnovo. Tam se měl spojit se silami Ahmeda Ejuba paši, který táhl od Šumenu, a společně pak postupovat směrem ke Svištovu. V souladu s plánem zamířil Osman paša do Nikopole s 19 bataliony, 5 švadronami a 9 bateriemi. Po cestě připojil další 3 bataliony z posádky v Orjachovu a nařídil veliteli Nikopole, aby držel tuto pevnost, protože mu přichází na pomoc proti postupujícím Rusům.
Rusové však 16. červencegreg. Nikopol dobyli a začali postupovat dál na západ. Když se o tom Osman paša dozvěděl, usoudil, že dalším cílem Ruska bude překonat Starou planinu, poslední důležitou přirozenou překážku před samotnou Konstantinopolí. Bylo mu jasné, že tažení tímto směrem nemohou Rusové se spojenci riskovat, pokud budou mít ve svém týlu silnou nepřátelskou armádu, a proto změnil směr přesunu směrem k Plevenu, což je místo obklopené kopci a roklemi, a současně tím přesun urychlil. 18. červencegreg. turecké jednotky přenocovaly ve vesnici Dolna Mitropolija a 19. červencegreg. již zaujaly pohodlné pozice kolem Plevenu. Téhož dne, ale jen o několik hodin později, tam dorazily i první ruské jednotky.

## Síly
Počáteční síla turecké armády byla 13 000 důstojníků a vojáků. Jednotky byly vybaveny Kruppovými kanóny, moderními zadovkami (Martini-Henry), a dokonce 8 až 12 tisíc vojáků bylo vyzbrojeno opakovačkami Winchester. Díky tomu měly palebnou převahu a při některých střetech doslova masakrovaly ruskou pěchotu. Turecké síly se dařilo posilovat až do okamžiku úplného uzavření obklíčení a tehdy dosáhly nejvyššího 67 000 mužů a 96 děl.
Při prvním útoku měli Rusové asi 7 500, vesměs pěšáků; další druhy vojska dorazily až později. Největšího počtu dosáhly spojenecké síly na konci obléhání, kdy se jejich počty odhadují na 130 000 až 150 000 mužů, z toho 80 000 Rumunů, a 496 děl.

## Boje
Boje měly několik fází. Proběhlo několik neúspěšných útoků a teprve potom bylo město neprodyšně uzavřeno. Klasifikace jednotlivých střetů se ve zdrojích liší.

### První útok
Generálporučík Jurij Schilder-Schuldner, velící ruské 5. divizi IX. sboru, dostal rozkaz město obsadit. Jeho vojáci dorazil před město 19. července a začali osmanskou obranu odstřelovat z děl. Následujícího dne zaútočili a podařilo se jim vyhnat osmanské síly z části vnější obrany. Osman paša však povolal posily, nechal ruský předvoj vstoupit do města a zahájil sérii protiútoků, které vyhnaly Rusy ze získaných zákopů a způsobily jim ztráty 3 000 mužů za cenu 2 000 vlastních. Mimo to nechali Rusové na bitevním poli 17 vozů s municí.
Po prvním útoku se začal Osman paša připravovat na další útok. Využil přirozené krajiny a vybudoval silnou síť pevností, příkopových linií a pevnůstek, které mu umožnily plně využívat jeho výzbroj. Podařilo se mu posílit posádku na 22 000 mužů a 58 děl, kteří byli uspořádáni do 33 bataliónů, 7 švadron a 29 baterií. Turci přeorganizovali síly v tzv. západotureckou armádu a ta vyslala ze Sofie do Plevna posily o velikosti 15 bataliónů. Osman paša se rozhodl pomocí nich posílit opevnění Lovče, která byla opěrným bodem jeho zásobovacích tras z Orchanie. Byly posíleny i ruské síly, a to o 26 000 nových mužů, čímž jejich počet dosáhl 35 000 ve složení 36 praporů, 32 švadron a 176 děl. Bylo zřejmé, že ruská infanterie nemá velkou početní převahu, zatímco artilerie má trojnásobnou, avšak s podstatně menším dostřelem.

### Druhý útok
Ruské vrchní velení nařídilo veliteli generálporučíkovi von Krüdenerovi, aby znovu zaútočil. Ten však nebyl o možnosti úspěchu přesvědčen, protože odhadoval nepřátelské síly v obranných pozicích na 50 až 60 tisíc. Útok byl zahájen 30. červencegreg. ráno a byl veden ze tří stran. Kavalérie generála Alexeje Šachovského zaútočila na východní pevnůstky, zatímco pěchotní divize pod vedením generála Michaila Skobeleva zaútočila na opevněnou vesnici Grivica na severu. Těžké boje se odehrávaly v údolí Sulukli, v grivických pevnůstkách a na kopcích Zeleni chălmove. Ruské velení se obávalo vyslat svá děla do přední linie a tím byla jejich podpora neúčinná, kdežto ruskou pěchotu postřelovaly dobře maskované turecké jednotky. Šachovskoj sice dokázal dobýt dvě pevnůstky, ale na konci dne se osmanským silám podařilo odrazit všechny útoky a získat zpět ztracené území. Ruské ztráty činily 7 300 mužů, což byla téměř třetina útočící síly, a turecké více než 2 000.
Po úspěšné bitvě zvažoval Osman paša přechod do protiútoku, ale Rusové se rychle vzpamatovali. 31. července zaslal velkokníže Nikolaj Nikolajevič, velitel ruských vojsk, naléhavý telegram rumunskému knížeti Karlovi I. se žádostí o podporu. Rumunská armáda přitáhla v srpnu v počtu 43 414 mužů se 112 děly Krupp, stejnými jako měli Turci. Na základě obvinění, že vede válku zastaralým způsobem, byl z pozice velitele vojsk odvolán Nikolai von Krüdener a Karel I. byl jmenován velitelem spojených rusko-rumunských vojsk kolem Plevenu. Od této chvíle měla spojenecká armáda 80 tisíc vojáků proti osmanským zhruba 40 tisícům.
Poté, co Osman paša promeškal svoji krátkou výhodu, kdy mohl obléhatele zahnat, uskutečnil 31. srpna jízdní výpad, ve kterém přišel o 1 000 mužů, přičemž z boje vyřadil 1 300 Rusů. Rusové nadále posilovali svoje jednotky a jejich armáda dosáhla síly 100 000 mužů. Část z nich v počtu 22 703 vyslali do Lovče s cílem přerušit turecké zásobovací trasy. Jednotky tam dorazily 1. září a boje trvaly dva dny. Osman paša vyslal z Plevny na pomoc svoje síly, ale než tam dorazily, narazily 3. září na Rusy. Následujícího dne Loveč padla, ale Turkům se podařilo uniknout do Plevny a posílit jeho jednotky zhruba o 30 tisíc mužů, čímž plevenská posádka dosáhla nejvyšších počtů během bojů. Ztrátou Lovče přišel Osman paša o hlavní zásobovací trasu a v jejím důsledku se stal pád města nevyhnutelným.

### Třetí útok
Dne 11. zářígreg. zahájila spojenecká vojska na přání vrchního velitele rozsáhlý útok na město. Turci díky vynikající palebné síle po tři hodiny zadržovali vlny postupujících Rusů. Car Alexandr II. a jeho bratr velkokníže Nikolaj sledovali útok z pavilonu postaveného na svahu mimo palebnou linii. Generálporučík Michail Skobelev dobyl dvě jižní pevnůstky. Rumunská 4. divize vedená generálem Georgem Manuem po čtyřech krvavých útocích obsadila za osobního přispění knížete Karla opevněnou ves Grivica. Následujícího dne Turci znovu ovládli jižní pevnůstky, ale Rumuny, kteří odrazili tři jejich protiútoky, z Grivice již nevytlačili. Rusů padlo 2 061, bylo raněno 9 471 a k tomu měli 1 351 nezvěstných, celkem 12 847, z čehož byli 2 generálové, 295 důstojníků a 12 471 vojáků. Rumuni udávají asi 3 000 padlých a raněných. Na turecké straně se celkové ztráty odhadují pouze na 3 000 mužů. V onom období (začátku září) dosáhly ruské ztráty od začátku bojů zhruba 20 tisíc mužů, zatímco Osmani jich ztratili 5 až 6 tisíc.

### Obléhání

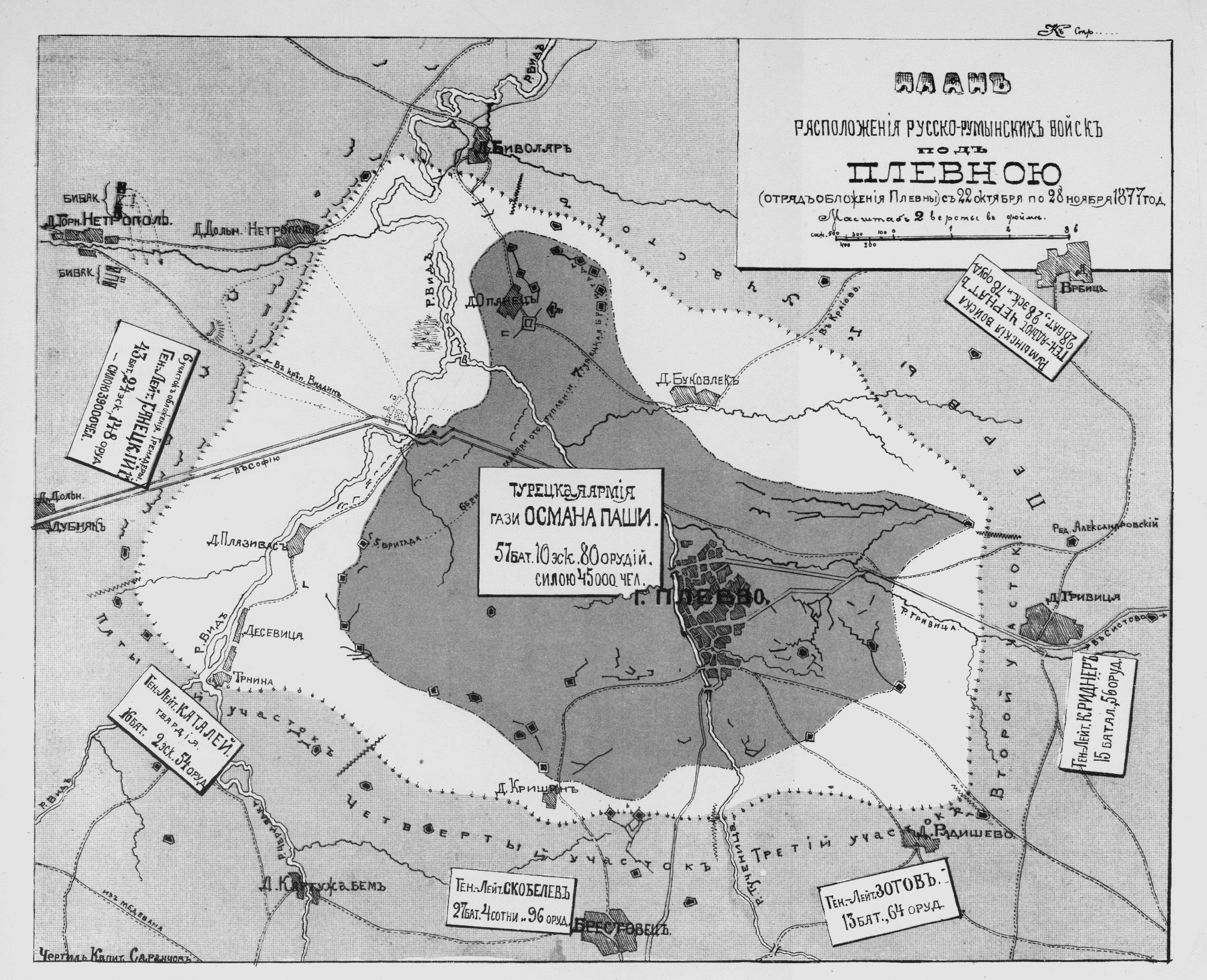
Schema obklíčení a určením jednotlivých sektorů

Porážka měla na spojenecké velení mimořádně silný negativní dopad. Potvrdilo se, že útoky přinášejí jen těžké ztráty, aniž by byly kompenzovány postupem. Tyto skutečnosti vedly k přehodnocení strategie a bylo rozhodnuto město zcela obklíčit. Náčelníkem štábu byl jmenován generál Franz von Totleben, vynikající ženijní oborník, který se proslavil při obraně Sevastopolu. Jakmile dorazil, prohlásil: „… čtvrtý útok na Pleven nebude.“ Aby byl Pleven úplně uzavřen a veškeré zásobovací trasy zablokovány, dal sem převelet dva sbory – granátnický a gardový. Vydal rozkazy k reorganizaci obléhání a osobně dozíral na práce. Spojenecké pozice byly přisunuty blíže k tureckým, byly postaveny nové zákopy, lunety a pevnůstky.
Budování opevnění postupovalo na rumunském úseku rychleji a úspěšněji než na ruském. Rumuni od posledního útoku drželi grivickou redutu č. 1, což představovalo pro tureckou obranu nebezpečí. Proto se ji snažili opakovanými útoky v druhé polovině září dobýt. Rumuni se naopak zaměřili na redutu č. 2, kterou drželi Turci, a k ní soustředili výstavbu svých okopů a zákopů. Systematickou prací se jim podařilo přiblížit se k ní až na 40 metrů, přičemž však byli vystaveni neustálé střelbě a dělostřelecké palbě. Nakonec jejich velení rozhodlo redutu dobýt. Rumuni zahájili útok 19. října v poledne a střetnutí probíhalo až do rána druhého dne, přerušováno příměřími pro odsun raněných. Rumuni neuspěli a výsledkem bylo obnovení původních pozic. Přitom utrpěli těžké ztráty ve výši 929 mužů. Turecké ztráty nejsou známy. Opět se potvrdilo, že útoky nemají smysl, a tak se za úspěch považuje skutečnost, že boje měly negativní dopad na ducha tureckých vojsk.
Během října čistili Rusové širší okolí města, především západně a jihozápadně od něj, a přitom dobyli Gorni Dăbnik a Teliš a Vracu, čímž armádě Osmana paši definitivně zastavili dodávky. Dále nechal generál Totleben postavit přehrady na dvou říčkách (Tučenica a Griviška) protékajících Plevenem, na nichž stálo 24 mlýnů, u kterých Turci skladovali obilí a mouku. Po naplnění nádrží vodou nechal přehrady odstřelit a povodňová vlna smetla všechny mlýny i se zásobami. Než bylo obklíčení dokončeno, požádal Osman o svolení ustoupit, ale žádost byla zamítnuta. Kruh spojenci uzavřeli 24. října a 2. listopadu ho generál Totleben rozdělil na šest sektorů a jmenoval jejich velitele.

### Pokus o průlom

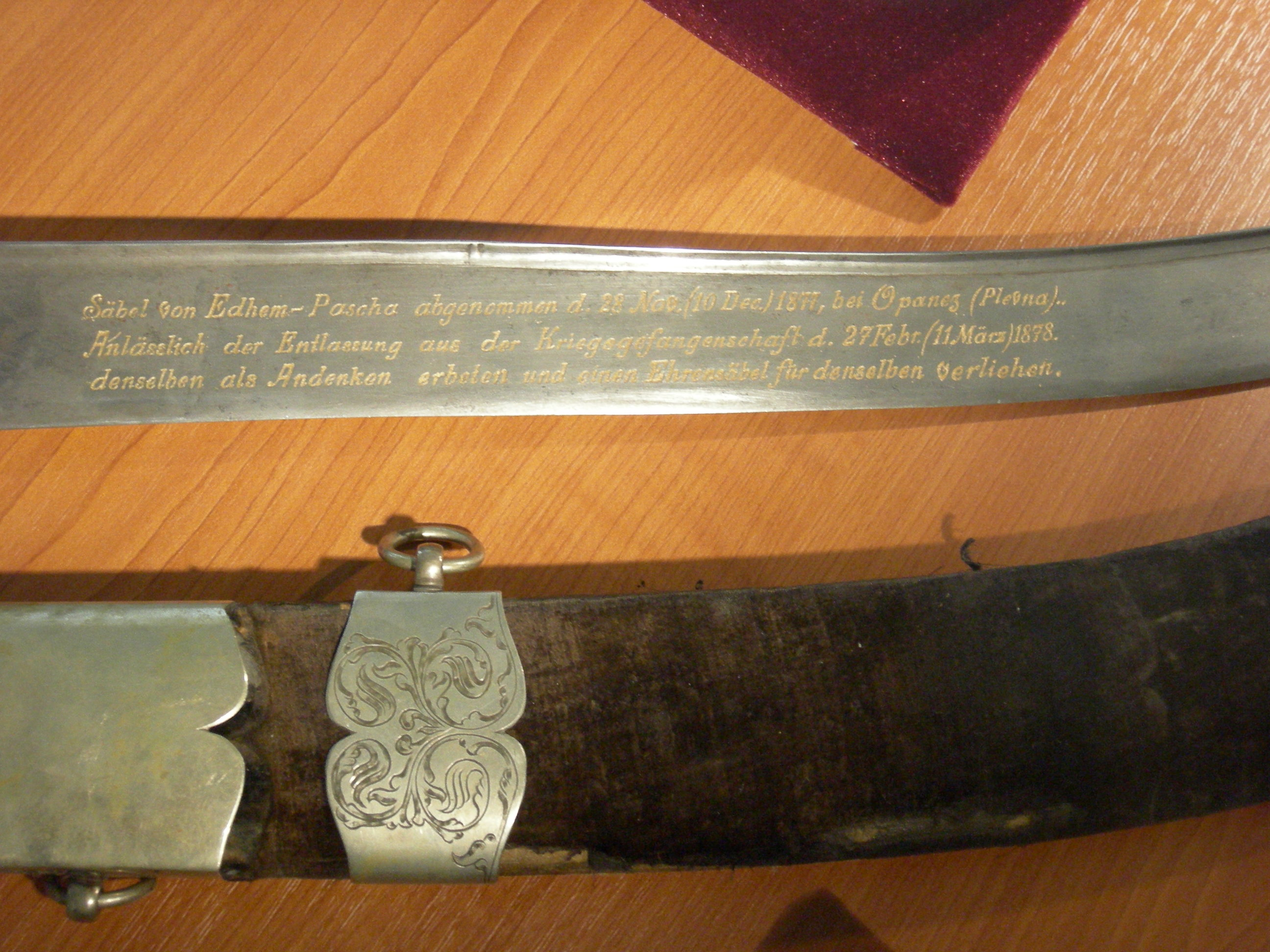
Šavle Osmana paši, kterou předal generálovi Cerchezovi

V prosinci docházelo tureckým jednotkám jídlo a střelivo. Osman paša došel k závěru, že se po celou zimu neudrží, a i když věděl, že není naděje na žádnou pomoc zvenčí, rozhodl se svými vyhladovělými jednotkami, které navíc trpěly zimou a nemocemi, prorazit obléhací linie. Dne 9. prosince v noci zaútočila osmanská armáda směrem na Opanec v sektoru ruské linie. V tříkilometrové frontě překonala řeku Vit, přičemž ponechala mosty stranou, a prorazila ruskou první obrannou linii. Za ní Rusové útok zachytili, v bodákovém protiútoku využili své početní převahy téměř 5 : 1 a zahnali Osmany přes řeku zpět. Navíc byl Osman paša raněn do nohy kulkou, která zabila jeho koně, a jeho vojáci zpanikařili v domnění, že zemřel. Během útoku na Rusy vpadla rumunská armáda Turkům do týlu a zamezila jejich ústupu zpět do opevněného města. S armádou uzavřenou mezi dvěma nepřátelskými armádami mu nezbylo než se následujícího dne vzdát rumunskému generálovi Mihailovi Cristodulovi Cerchezovi, veliteli rumunských vojsk v Plevenu. Turecké ztráty činily 5 000 mužů a ruské 2 000 Rusů.

## Důsledky
S Osmanem pašou bylo zacházeno slušně, ale jeho prostí vojáci museli pochodovat do zajetí až do Ruska a po cestě hynuli ve sněhu po tisících. Po kapitulaci Plevna došlo ve vedení války k přelomu. Zhoršilo se mezinárodní postavení Osmanské říše a válku jí znovu vypovědělo i Srbsko.